# Сергий (Шапков)
Архимандри́т Се́ргий (в миру Живко Николов Шапков; 17 ноября 1949, село Делчево, община Гоце-Делчев, Благоевградская область) — архимандрит Болгарской православной церкви.

## Биография
В 1969 году окончил Софийскую духовную семинарию, которая тогда располагалась в Черепишском монастыре, затем поступил Духовную академию Святого Климента Охридского, которую окончил 1973 году.
С 1975 по 1983 год был преподавателем в Софийской духовной семинарии в Черепише.
В 1983 году рукоположён в сан пресвитера и до 2005 года был настоятелем храма Преображения Господня в квартале Лозенец, София. Был возведён в сан протоиерея. Овдовел.
После возникновения раскола в Болгарской православной церкви перешёл в юрисдикцию неканонического Альтернативного синода. После изъятия храмов у раскольников, 21 июля 2004 года принёс покаяние и был принят в клир Софийской епархии.
9 февраля 2005 года болгарские власти передали в собственность Болгарской православной церкви храм-памятник Рождества Христова на Шипке, который был насильно изъят у Церкви властями Болгарской народной республики. После этого протоиерей Живко Шапков назначен настоятелем возрождённого Шипченского монастыря Рождества Христова.
2 марта 2005 года за вечерним богослужением митрополит Старозагорский Галактион (Табаков) освятил храм-памятник Рождества Христова на Шипке и постриг Живко Шапкова в монашество с наречением имени Сергий в честь преподобного Сергия Радонежского. Имя Сергий было выбрано поскольку новый настоятель рассматривался как продолжатель дела иеромонаха Сергия (Чернова), последнего настоятеля Шипкинского монастыря перед его закрытием. 3 марта того же года в ходе тожеств по случаю 127-й годовщины освобождения Болгарии от турецкого ига в храм-памятнике на Шипке митрополитом Галактионом возведён в сан архимандрита. Будучи предстоятелем, архимандрит Сергий полностью обновил и восстановил монашеское братство и церковную жизнь в монастыре.
1 декабря 2005 года назначен ректором Пловдивской духовной семинарии святых Кирилла и Мефодия.
1 ноември 2006 года уволен с должности игумена Шипкинского монастыря, однако сохранил с ним связь.
1 июля 2009 года освобождён от должности ректора Пловдивской духовной семинарии и назначен ректором Софийской духовной семинарии святого Иоанна Рыльского. 30 ноября 2010 года был освобождён от должности ректора семинарии.